# Carmen Villazón Vega
Carmen Villazón Vega nace en 1952 en Vallegrande, Santa Cruz, Bolivia. Es una pintora representante del género naíf con más de 40 años de trayectoria.